# Équipe de France de rugby à XV en 1969
L'équipe de France de rugby à XV, en 1969, dispute quatre matchs lors du tournoi des Cinq Nations, et un test face à la Roumanie.

## Tableau des matchs
| Date             | Lieu                | Adversaire | Score  | Type              | l'Équipe |
| 11 janvier 1969  | Colombes            | Écosse     | D 3-6  | Tournoi 5 Nations | Pierre Villepreux - Jean-Marie Bonal, Jo Maso, Jean-Pierre Lux, André Campaes - (o) Jean Gachassin, (m) Jean-Louis Bérot - Christian Carrère (cap.) , Benoît Dauga, Walter Spanghero - Élie Cester, Michel Lasserre - Jean-Michel Esponda, Michel Yachvili, Jean Iraçabal - 1 Pénalité (Villepreux) -                                                       |
| 25 janvier 1969  | Dublin              | Irlande    | D 17-9 | Tournoi 5 Nations | Pierre Villepreux - Jean-Pierre Lux, Jo Maso, Jean Trillo, Jean-Marie Bonal - (o) Jean Gachassin, (m) Jean-Louis Bérot - Christian Carrère (cap.) , Walter Spanghero, Jean Salut - Benoît Dauga, Élie Cester - Jean Iraçabal, Michel Yachvili, Michel Lasserre (Jean-Michel Esponda) - 1 Essai (Trillo) - 2 Pénalités (Villepreux) -                        |
| 22 février 1969  | stade de Twickenham | Angleterre | D 22-8 | Tournoi 5 Nations | Pierre Villepreux - Basile Moraitis, Jean-Pierre Lux, Jean Trillo, Jean-Marie Bonal - (o) Claude Lacaze, (m) Marcel Puget (cap) - Michel Hauser, Benoît Dauga, Paul Biémouret - Alain Plantefol, Élie Cester - Jean-Michel Esponda, Christian Swierczinski, Michel Lasserre - 1 Essai (Bonal) - 1 Transformation (Lacaze) - 1 Drop (Lacaze)                 |
| 22 mars 1969     | Colombes            | Galles     | N 8-8  | Tournoi 5 Nations | Pierre Villepreux - Basile Moraitis, Claude Dourthe, Jean Trillo, André Campaes - (o) Jo Maso, (m) Gérard Sutra - Paul Biémouret Walter Spanghero (cap) , Gérard Viard - Alain Plantefol, Élie Cester - Jean Iraçabal, René Bénésis, Jean-Louis Azarete - 1 Essai (Campaes) - 1 Transformation (Villepreux) - 1 Pénalité (Villepreux) -                     |
| 14 décembre 1969 | Tarbes              | Roumanie   | V 14-9 | Test Match        | Pierre Villepreux - Roger Bourgarel, Alain Marot, Jean Trillo, Jean-Marie Bonal - (o) Jean-Louis Dehez, (m) Marcel Puget (cap)- Pierre Darbos, Benoît Dauga, Michel Yachvili - Jean-Pierre Bastiat, Michel Savitsky - Jean Iraçabal, René Bénésis, Jean-Louis Azarete - 1 Essai (Dauga) - 1 Transformation (Dehez) - 2 Pénalités (Dehez) - 1 Drop (Dehez) - |